# Roçəhməd
Roçəhməd è un comune dell'Azerbaigian situato nel distretto di Balakən. Conta una popolazione di 428 abitanti.